# سوبین
سوبین (به عربی: سوبین) یک روستا در سوریه است که در ناحیه مرکزی محرده واقع شده‌است. سوبین ۳۱۰ نفر جمعیت دارد.